# Bůh Otec

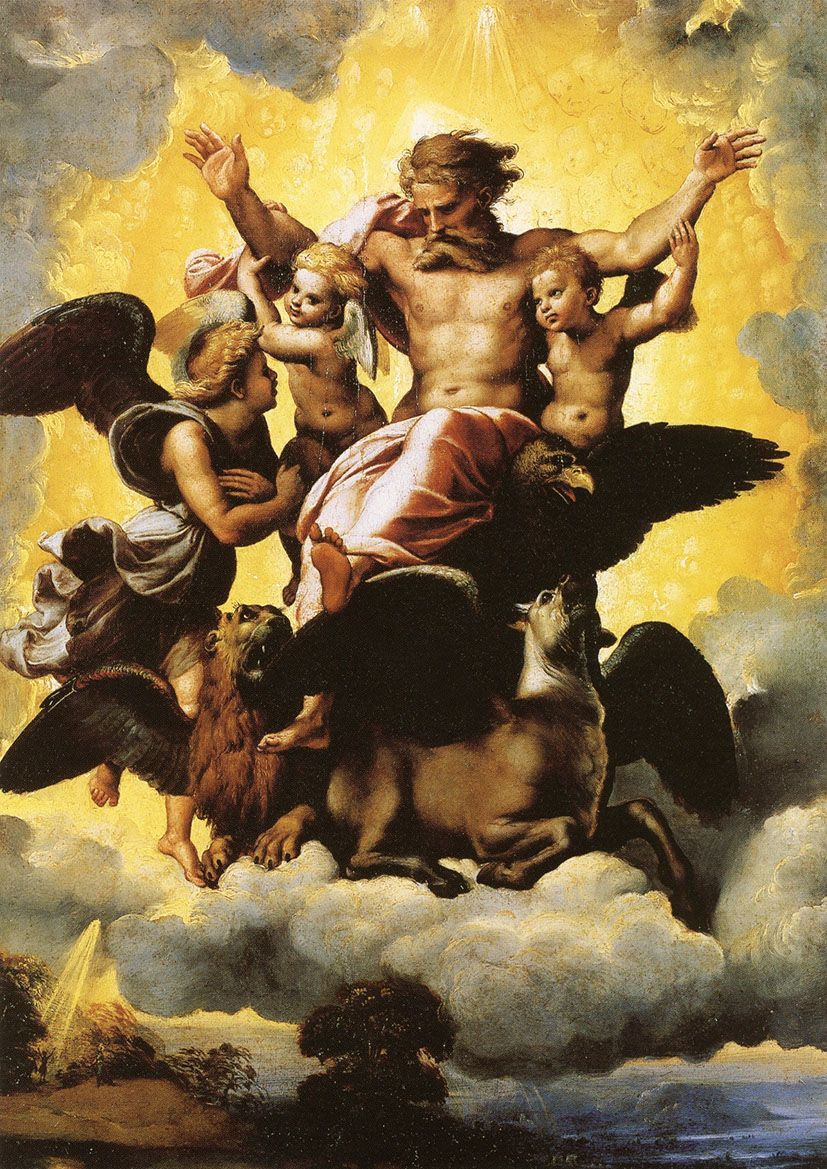
Rafaelovo vyobrazení vidění proroka Ezechiela o Bohu Otci ve slávě z roku 1518

Bůh Otec je v křesťanství titul pro Boha. V hlavním proudu trinitárního křesťanství je Bůh Otec považován za první osobu Nejsvětější Trojice, za ním následuje druhá osoba, Bůh Syn Ježíš Kristus, a třetí osoba, Bůh Duch svatý. Od druhého století křesťanská vyznání víry obsahovala potvrzení víry v „Boha Otce (všemohoucího)“, především v jeho funkci „Otce a stvořitele vesmíru“.
V křesťanství však pojetí Boha jako otce Ježíše Krista jde metafyzicky dál než pojetí Boha jako stvořitele a otce všech lidí, jak je uvedeno v Apoštolském vyznání víry, kde po vyjádření víry ve „všemohoucího Otce, stvořitele nebe a země“ bezprostředně, ale odděleně následuje „Ježíše Krista, jeho jediného Syna, našeho Pána“, čímž jsou vyjádřeny oba významy otcovství.

## Křesťanství

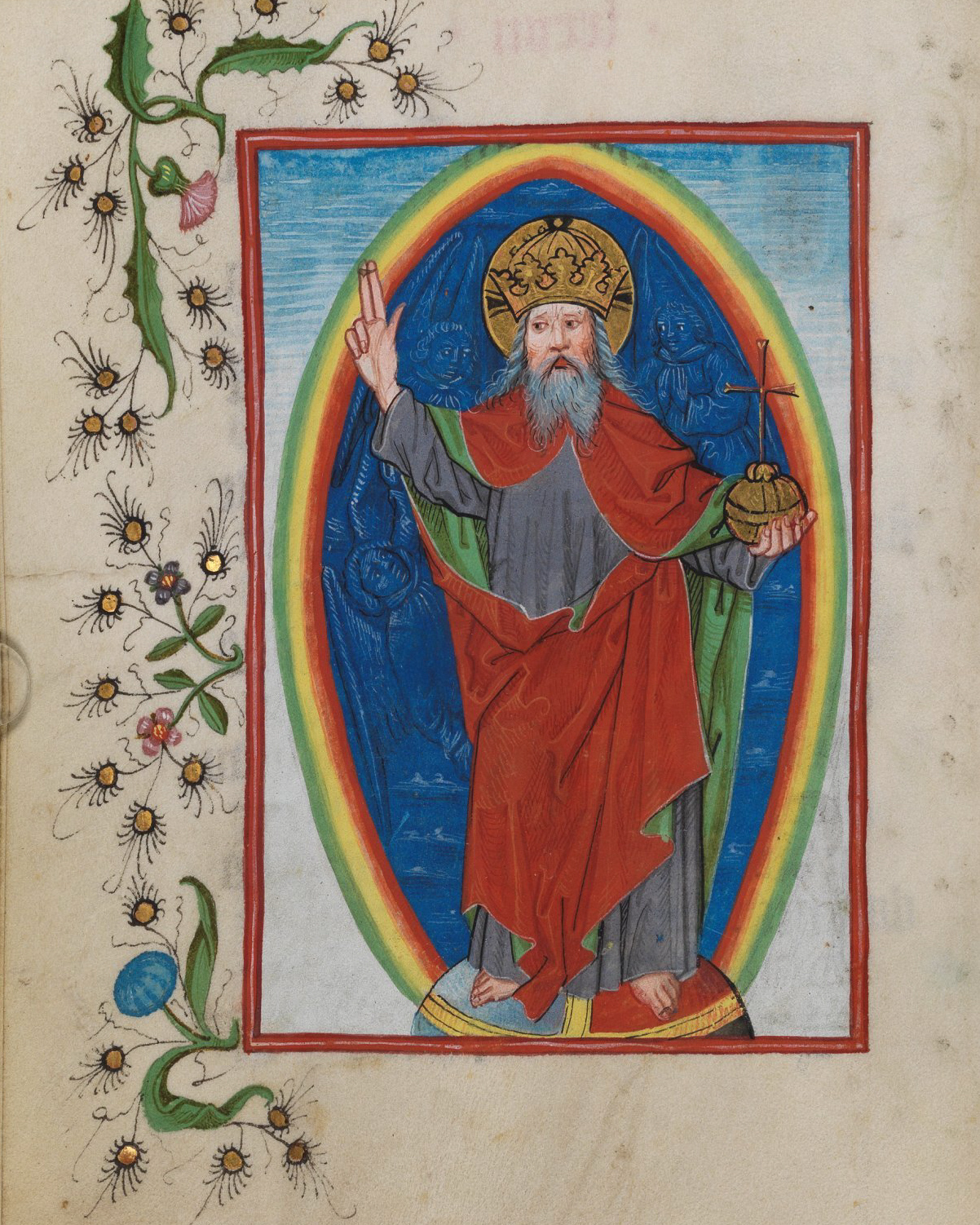
Figurální kresba Boha ve starých německých modlitebních knihách (Waldburg-Gebetbuch), kolem roku 1486

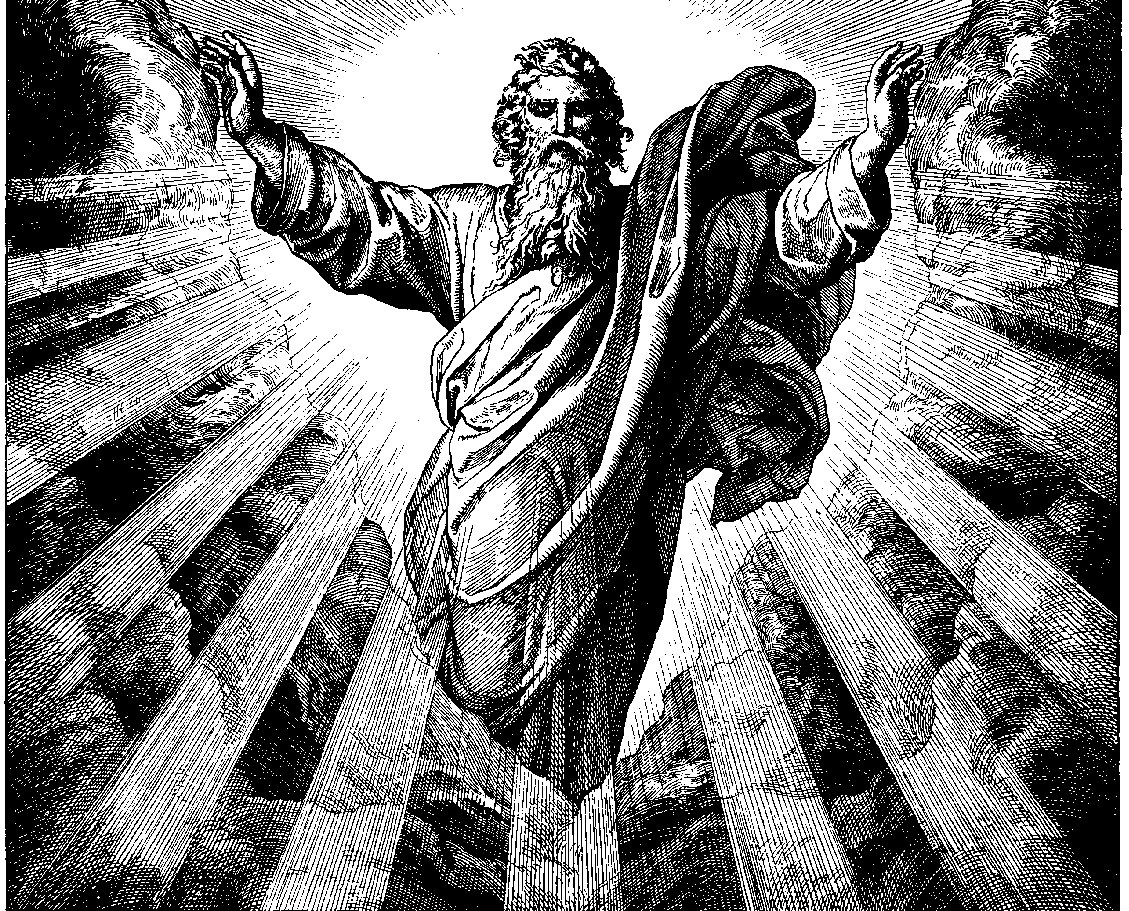
Bůh Otec, dílo Die Bibel in Bildern (1860), Julius Schnorr von Carolsfeld (1794–1872)

Hlavní článek: Bůh v křesťanství
Viz též: Patriologie a Boží jména v křesťanství

### Přehled
Ve velké části moderního křesťanství je Bůh oslovován jako Otec, částečně kvůli jeho aktivnímu zájmu o lidské záležitosti na zemi, tak jako by se otec zajímal o své děti, které jsou na něm závislé, a jako otec bude reagovat na lidstvo, své děti, a jednat v jejich nejlepším zájmu. Mnozí věří, že mohou s Bohem komunikovat a přiblížit se mu prostřednictvím modlitby – klíčového prvku k dosažení společenství s Bohem.
Obecně titul Otec (s velkým písmenem) označuje roli Boha jako dárce života, autority a mocného ochránce, často vnímaného jako nesmírného, všemocného, vševědoucího, všudypřítomného s nekonečnou mocí a láskou, která přesahuje lidské chápání. Například katolický svatý Tomáš Akvinský po dokončení svého monumentálního díla Summa Theologica dospěl k závěru, že „Bohu Otci“ ještě nezačal rozumět.
Ačkoli termín „Otec“ implikuje mužské vlastnosti, Bůh je obvykle definován tak, že má podobu ducha bez jakéhokoli lidského biologického pohlaví, např. Katechismus katolické církve č. 239 výslovně uvádí, že „Bůh není ani muž, ani žena: je Bůh“. Ačkoli Bůh není nikdy přímo osloven jako „Matka“, někdy mohou být mateřské atributy interpretovány ve starozákonních odkazech, jako je chvalozpěv Iz 42, 14 (Kral, ČEP); Iz 49, 14–15 (Kral, ČEP) nebo Iz 66, 12–13 (Kral, ČEP).
V Novém zákoně lze křesťanské pojetí Boha Otce chápat jako pokračování židovského pojetí, ovšem se specifickými doplňky a změnami, díky nimž se postupem času křesťanské pojetí do začátku středověku ještě více vyhranilo. Shodu se starozákonním pojetím dokládá Matouš – Mt 4, 10 (Kral, ČEP) a Lukáš – Lk 4, 8 (Kral, ČEP), kde Ježíš v odpovědi na pokušení cituje 5. Mojžíšovu – Dt 6, 13 (Kral, ČEP) a prohlašuje: „Je psáno: ,Hospodinu, svému Bohu, se budeš klanět a jen jemu budeš sloužit.ʻ“ 1. Korintským – 1Kor 8, 6 (Kral, ČEP) ukazuje odlišné křesťanské učení o Kristově působení tím, že nejprve říká: „Tato pasáž jasně uznává židovské učení o jedinečnosti Boha“, ale zároveň uvádí „a jeden Pán, Ježíš Kristus, skrze něhož je všechno a my skrze něho.“ Postupem času se křesťanské učení začalo díky učení církevních otců ve druhém století plně odchylovat od judaismu a ve čtvrtém století byla víra v Trojici formalizována. Podle Mary Rose D'Angelo a Jamese Barra nebyl aramejský výraz Abba v raných dobách Nového zákona ani láskyplným oslovením, ani formálním slovem, ale slovem, které synové a dcery běžně používali po celý život v rodinném kontextu.

### Starý zákon
Podle Marianne Thompsonové je Bůh ve Starém zákoně nazýván „Otcem“ s jedinečným pocitem důvěrnosti. Kromě smyslu, v němž je Bůh „Otcem“ pro všechny lidi, protože stvořil svět (a v tomto smyslu svět „zplodil“), je tentýž Bůh také jedinečným dárcem zákona pro svůj vyvolený lid. Udržuje s lidem zvláštní, smluvní vztah otce a dítěte, dává mu šabat, spravuje svá proroctví a jedinečné dědictví v Božích věcech, nazývá Izrael „mým synem“, protože vyvedl Jákobovy potomky z egyptského otroctví podle svých smluv a přísah jejich otcům Abrahámovi, Izákovi a Jákobovi. V hebrejské Bibli se v Izajáši – Iz 63, 16 (Kral, ČEP) píše: „Izrael je věrný svým synům: Neboť ty jsi náš otec, neboť Abrahám nás neznal a Izrael nás nepoznal; ty, ó [JHWH], jsi náš otec, tvé jméno je náš dávný vykupitel.“ Iz 16, 16 (Kral, ČEP). Bohu je podle judaismu přisuzována otcovská role ochránce. Je titulován jako otec chudých, sirotků a vdov, jejich garant spravedlnosti. Je také titulován jako Otec krále, jako učitel a pomocník nad izraelským soudcem.
Podle Alona Goshen-Gottsteina je ve Starém zákoně „Otec“ obecně metaforou; není to vlastní jméno Boha, ale spíše jeden z mnoha titulů, kterými Židé o Bohu a k Bohu mluví. Podle Marka Sametha narážejí zmínky o Bohu Otci, který se zmítá v porodních křečích, rodí a kojí – Dt 32, 13–18 (Kral, ČEP), na kněžské přesvědčení, kterého si v šestnáctém, respektive devatenáctém století všimli Guillaume Postel a Michelangelo Lanci, že „Bůh Otec“ je božstvo dvojího rodu. V křesťanství se otcovství chápe v doslovnějším a podstatnějším smyslu a výslovně se v něm hovoří o potřebě Syna jako prostředku přístupu k Otci, což umožňuje spíše metafyzický než metaforický výklad.

### Nový zákon
Křesťané hluboce věří, že se skrze Ježíše Krista stali účastníky věčného vztahu Otce a Syna. Křesťané se nazývají adoptivními Božími dětmi:
Když však přišla plnost času, poslal Bůh svého Syna, narozeného z ženy, narozeného pod Zákonem, aby vykoupil ty, kdo byli pod Zákonem, a my tak mohli přijmout synovství. A protože jste synové, poslal Bůh do našich srdcí Ducha svého Syna, který volá: „Abba! Otče!“ Takže už nejste otroci, ale synové, a když synové, tak dědicové skrze Boha.
— Gal 4, 4–7 (Kral, ČEP)

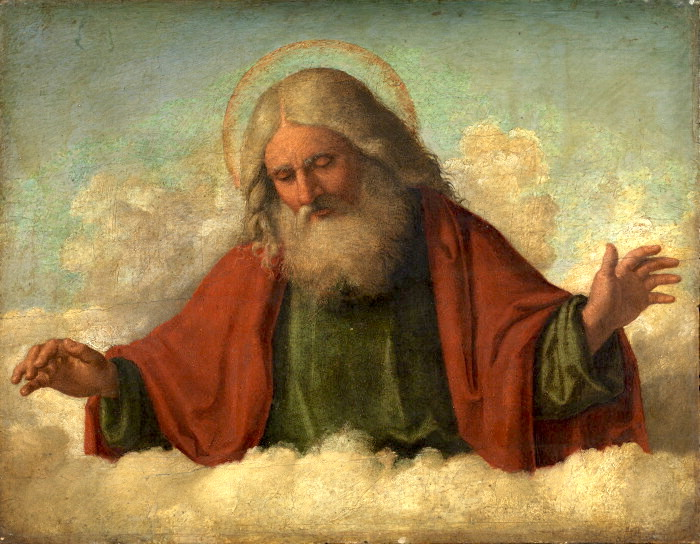
Bůh Otec, Cima da Conegliano, asi 1510–1517

V křesťanství se pojetí Boha jako Ježíšova Otce liší od pojetí Boha jako stvořitele a otce všech lidí, jak je uvedeno v Apoštolském vyznání víry. Vyznání ve vyznání víry začíná vyjádřením víry ve „všemohoucího Otce, stvořitele nebe a země“ a hned poté, ale odděleně, v „Ježíše Krista, jeho jediného Syna, našeho Pána“, čímž jsou v rámci vyznání víry vyjádřeny oba významy otcovství.
Od 2. století obsahovala vyznání víry v západní církvi potvrzení víry v „Boha Otce (všemohoucího)“, přičemž se primárně odkazovalo na „Boha jako Otce a stvořitele vesmíru“, což nevylučovalo ani skutečnost, že „věčný otec vesmíru byl také Otcem Ježíše Krista“, ani to, že se dokonce „zaručil přijmout [věřícího] za svého syna z milosti“.
Vyznání víry ve východní církvi (známé z pozdější doby) začínalo potvrzením víry v „jednoho Boha“ a téměř vždy bylo rozšířeno o „Otce všemohoucího, Stvořitele všech věcí viditelných i neviditelných“ nebo o podobná slova.
Na konci prvního století se Klement Římský opakovaně zmiňuje o Otci, Synu a Duchu svatém a spojuje Otce se stvořením (1 Klement 19.2): „Neochvějně vzhlížejme k Otci a Stvořiteli vesmíru.“ Předpokládá se, že Tertulián kolem roku 213 n. l. v knize Adversus Praxeas (kapitola 3) formálně představil koncept Trojice, tj. že Bůh existuje jako jedna „substance“, ale tři „osoby“: Otec, Syn a Duch svatý, přičemž hlavou je Bůh Otec. Tertulián také hovořil o tom, že Duch svatý vychází z Otce a Syna, přičemž se u nich objevuje i výraz „z Otce skrze Syna“.
Nicejské vyznání víry, které pochází z roku 325, uvádí, že Syn (Ježíš Kristus) se „narodil z Otce přede všemi věky“, což naznačuje, že jejich božský vztah Otce a Syna není vázán na nějakou událost v čase nebo v lidských dějinách.

### Trinitární křesťanství

Schematické zobrazení Trojice, kterou tvoří Bůh Otec (symbolizovaný prsty z nebe), Bůh Syn (Ježíš symbolizovaný křížem) a Bůh Duch svatý (symbolizovaný holubicí). Rovnost a nerovnost vyjadřují matematická znaménka = a ≠ v modročervené barvě. Boží jméno v hebrejštině uprostřed obrázku znamená Adonai a Elohim

Pro trinitární křesťany (mezi něž patří římští katolíci, pravoslavní, starobylé východní církve, anglikáni a většina protestantských denominací, ale ne všechny) není Bůh Otec oddělený od Boha Syna (jehož vtělením je Ježíš) a Ducha svatého, dalších hypostazí křesťanského božství. V pravoslavné teologii je Bůh Otec arche či principium („počátek“), „zdroj“ či „původ“ Syna i Ducha svatého, a je považován za věčný zdroj božství. Otec je ten, kdo věčně plodí Syna, a Otec skrze Syna věčně vydechuje Ducha svatého.
Jako člen Trojice je Bůh Otec jedno se Synem a Duchem svatým, je jim rovný, spoluvěčný a soupodstatný, přičemž každá z těchto osob je jediný věčný Bůh a není nijak oddělená: všechny osoby jsou nestvořené a všemohoucí. Z tohoto důvodu je Trojice nad rozumem a lze ji poznat pouze skrze zjevení.
Trojiční pojetí Boha Otce není panteistické v tom smyslu, že Bůh Otec není vnímán jako totožný s vesmírem nebo jako neurčitý pojem, který v něm přetrvává, ale existuje plně mimo stvoření, jako jeho stvořitel. Je vnímán jako milující a pečující Bůh, nebeský Otec, který je činný ve světě i v životě lidí. Stvořil všechny věci viditelné i neviditelné v lásce a moudrosti a stvořil člověka kvůli němu samému.
Vznik trinitární teologie Boha Otce v raném křesťanství byl založen na dvou klíčových myšlenkách: nejprve na společné identitě Jahveho ze Starého zákona a Ježíšova Boha v Novém zákoně, a pak na vzájemném rozlišení, a přesto jednotě mezi Ježíšem a jeho Otcem. Příkladem jednoty Syna a Otce je Matouš – Mt , 11 (Kral, ČEP): „Nikdo nezná Syna, leda Otec, a nikdo nezná Otce, leda Syn“, což potvrzuje vzájemné poznání Otce a Syna.
Koncept Božího otcovství se sice objevuje ve Starém zákoně, ale není hlavním tématem. Zatímco pohled na Boha jako Otce se používá ve Starém zákoně, do popředí se dostal až v Novém zákoně, protože se na něj často odvolával Ježíš. Projevuje se to v modlitbě Páně, která spojuje pozemské potřeby denního chleba s recipročním pojetím odpuštění a Ježíšův důraz na jeho zvláštní vztah k Otci zdůrazňuje důležitost odlišné, a přesto jednotné přirozenosti Ježíše a Otce, čímž navazuje na jednotu Otce a Syna v Trojici.
Otcovský pohled na Boha jako Otce přesahuje Ježíše a vztahuje se na jeho učedníky a celou církev, jak se odráží v prosbách, které Ježíš předkládá Otci za své následovníky na konci řeči na rozloučenou, v noci před svým ukřižováním. Příklady tohoto pohledu v řeči na rozloučenou jsou Jan 14, 20 (Kral, ČEP), když se Ježíš obrací k učedníkům: „Já jsem ve svém Otci a vy ve mně a já ve vás“ a v Jan 17, 22 (Kral, ČEP), když se modlí k Otci: „Dal jsem jim slávu, kterou jsi ty dal mně, aby byli jedno, jako my jsme jedno“.

### Netrinitární křesťanství
Hlavní článek: Antitrinitářství

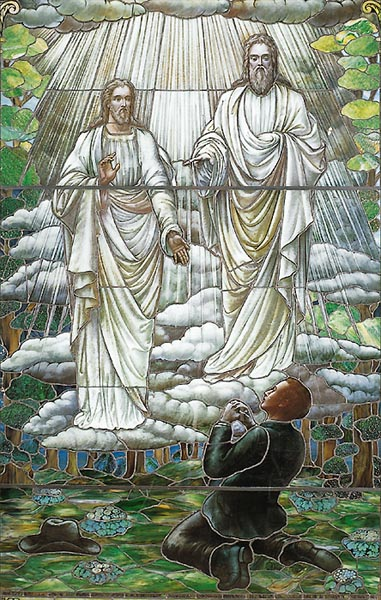
Církev Ježíše Krista Svatých posledních dnů zobrazuje Boha Otce a Syna Ježíše

Řada křesťanských skupin a společenství odmítá učení o soupodstatné Trojici a obecně učí, že Bůh Otec je nejvyšší, ale netrinitární křesťanské skupiny se ve svých názorech na Boha Otce a Krista Syna poněkud liší.
V mormonismu, včetně jeho největší denominace Církve Ježíše Krista Svatých posledních dnů (Church of Jesus Christ of Latter-day Saints; LDS), je nejvýznamnějším pojetím „božství“ božská rada tří odlišných bytostí: Otce (který je také označován jako Elohim), Syna Ježíše (který je ztotožňován se starozákonním Jehovou) a Ducha svatého. Má se za to, že Otec a Syn mají dokonalá, fyzická těla, zatímco Duch svatý má tělo duchovní. Členové Církve LDS věří, že Bůh Otec předsedá Synovi i Duchu svatému, přičemž Bůh Otec je větší než oba, ale jsou jedno v tom smyslu, že mají společný cíl. Většina denominací hnutí Svatých posledních dnů také věří, že Bůh (často označovaný jako Nebeský Otec) má alespoň jednu manželku označovanou jako Nebeská Matka a společně se nazývají Nebeskými rodiči.
Shromáždění Jahveho jsou netrinitární a věří, že Otec je ve všem větší než Syn a že Duch svatý není roven Otci a není skutečnou osobou, ale je Boží „mocí“ nebo „charakterem“ v činnosti. Boha Otce označují jako „Jahve“. Shromáždění Jahve a další skupiny s posvátným jménem obecně učí, že Kristus Syn byl prvním a prvotním Božím stvořením a byl použit ke stvoření všeho ostatního. Věří, že Mesiáš, kterého nazývají „Jahšua“, „Ješua“ nebo „Jéšua“, zemřel za hříchy člověka a má být uctíván jako Pomazaný Pán, ale že Bůh Otec (Jahve) je Pravý Bůh, kterému nakonec slouží a kterého uctívají všichni „praví ctitelé“. Učí, že Otec je jediný věčný.
V teologii svědků Jehovových je jediným pravým všemohoucím Bohem pouze Bůh Otec (Jehova), a to i nad svým Synem Ježíšem Kristem. Učí, že Logos je jednorozený Boží Syn a že Duch svatý je Boží činná síla (promítnutá energie). Věří, že Otec a Syn jsou spojeni v božském záměru, řízení, zákonodárství a spasení člověka, ale nejsou jednou bytostí a nejsou si rovni v moci. Svědkové sice uznávají Ježíšovu preexistenci, dokonalost a jedinečné „synovství“ od Boha Otce a věří, že Logos měl zásadní úlohu při stvoření a vykoupení a je Mesiášem, ale věří, že pouze Otec je bez počátku. Říkají, že Syn byl jediným přímým stvořením Otce, a to před všemi věky. Ačkoli obě osoby jsou vysoce ctěny, vyučovány a kázány, při výkladu Jan 17, 3 (Kral, ČEP) a Jan 14, 28 (Kral, ČEP) je na shromážděních a bohoslužbách svědků Jehovových více zdůrazňován Bůh Otec než Kristus Syn, protože učí, že Otec je větší než Syn.
Letniční učení o jednotě učí, že Bůh je jediný Duch, který je jednou osobou, nikoli třemi božskými osobami, jednotlivci nebo myslí. Bůh Otec je titul nejvyššího stvořitele. Tituly Syn a Duch svatý jsou pouze tituly odrážející různé osobní projevy jediného pravého Boha Otce ve vesmíru.

## Ostatní náboženství
Ačkoli mezi náboženstvími existují podobnosti, společný jazyk a sdílené pojmy o Bohu a jeho titulu Otec jsou mezi abrahámovskými náboženstvími poměrně omezené a každé náboženství má v souvislosti s tímto tématem velmi specifické struktury víry a náboženské názvosloví. Zatímco učitel náboženství jedné víry může být schopen snadno vysvětlit tyto pojmy svým posluchačům, při sdělování těchto pojmů přes hranice náboženství zůstávají značné překážky.

### Polyteismus
Jako takový se používal už pro klíčové bohy polyteistických náboženství, jako byli egyptský Thovt nebo germánský Ódin.[zdroj?]

### Řecko-římská kultura
Řecko-římští pohané věřili v původní triádu, časem se jména a bohové z ní měnili, až na jednoho, Jupitera, což znamená „Otec Jupiter“ a pochází z protoitalského Djous Patēr, z Djous („den, nebe“) + Patēr („otec“), z protoindoevropského Dyḗws (doslova „jasný“), kořen nomen agentis z Dyew- („být jasný, denní nebe“) a Ph₂tḗr („otec“).[zdroj?]

### Společnost uctívající Boha
Hlavní článek: Společnost uctívající Boha
Cílem této synkretické sekty, kterou vytvořil Chung Siou-čchüan, zakladatel Nebeského království Tchaj-pching, a která mísila protestantismus a čínské lidové náboženství, bylo svrhnout Mandžuy a obnovit moc Chanů. Boha tvořila trojice tvořená Šangdim (ve starověkém čínském kultu nejvyšší císař), Kristem jako nejstarším synem a Hongem jako nejmladším synem.

### Hinduismus
Hlavní článek: Bůh v hinduismu
V hinduismu Bhagaván Krišna v Bhagavadgítě, kapitola 9, verš 17, prohlásil: „Já jsem Otec tohoto světa, Matka, Dárce a Praotec“. Jeden z komentátorů dodává: „Bůh je zdrojem vesmíru a bytostí v něm, proto je považován za Otce, Matku a Dědečka.“ Za stvořitele a dárce života je považován také bezpohlavní Brahman a bohyně Šakta je považována za božskou matku a nositelku života.

### Islám
Hlavní článek: Bůh v islámu
Na rozdíl od judaismu muslimové termín „otec“ pro Boha formálně nepoužívají a křesťanské pojetí Trojice je v islámu odmítáno. I když tradiční islámské učení formálně nezakazuje používat termín „otec“ ve vztahu k Bohu, nepropaguje ho ani nepodporuje. Existují některá vyprávění islámského proroka Mohameda, v nichž přirovnává milosrdenství Boha vůči svým věřícím k milosrdenství matky vůči svému malému dítěti.
Islámské učení odmítá křesťanský vztah Boha a Ježíše jako otce a syna a tvrdí, že Ježíš je Boží prorok, nikoliv Boží Syn. Islámská teologie striktně opakuje absolutní jednotu Boha a zcela ho odděluje od ostatních bytostí (ať už lidí, andělů nebo jiných svatých postav) a odmítá jakoukoliv formu dualismu nebo trinitarismu. V 112. kapitole Koránu se uvádí:
Rci: ˹Ó Proroku,˺ „On je Bůh Jediný ˹a Nedělitelný˺; Bůh - Udržovatel ˹potřebný všem˺. Nikdy neměl potomky, ani se nenarodil. A není s Ním nikdo srovnatelný.“
— Súra Al-Ikhlas 112:1-4
Korán se vymezuje vůči židovskému a křesťanskému pojetí lidského synovství vůči Bohu jakožto privilegovaného postavení a zdůrazňuje lidskou smrtelnost a Boží suverenitu. V 5. súře, verš 18, Korán píše: „Židé a křesťané říkají: ‚My jsme synové Boží a miláčci Jeho.‘ Rci: ‚Proč vás tedy trestá za vaše hříchy? Nikoliv, vy jste obyčejní smrtelníci, jedni z těch, které on stvořil. On odpouští, komu chce, a trestá také, koho chce. Bohu náleží království na nebesích i na zemi i vše, co je mezi nimi – a u Něho cíl je konečný.‘“ Tento verš někdy bývá vykládán jako odmítnutí Božího titulu Otec islámem.

### Judaismus
Hlavní články: Bůh v judaismu a Boží jména v judaismu
Viz též: Av
V judaismu je používání titulu „Otec“ obecně metaforou, která odkazuje na roli dárce života a Zákona, a je jedním z mnoha titulů, jimiž Židé o Bohu a k Bohu hovoří. Podle židovského pojetí Boha je Bůh netělesný, transcendentní a imanentní, nejvyšší zdroj lásky a metaforický „Otec“.
Aramejský výraz pro otce (hebrejsky: אבא, abba) se objevuje v tradiční židovské liturgii a židovských modlitbách k Bohu (např. v modlitbě kadiš).
Podle Ariely Pelaie se v modlitbě Roš ha-šana, Areshet Sfateinu, projevuje ambivalentní postoj k Bohu, a to kvůli jeho roli otce a krále. Volný překlad příslušné věty může znít: „Dnes je každé stvoření souzeno buď jako synové, nebo jako otroci. Pokud jako synové, odpusť nám, jako otec odpouští svému synovi. Pokud jako otroci, čekáme v naději na dobro až do rozsudku, tvůj svatý majestáte.“ Další slavná modlitba zdůrazňující tuto dichotomii se jmenuje Avinu Malkeinu, což v hebrejštině znamená „Otče náš, náš králi“. Obvykle celé shromáždění jednohlasně zpívá poslední sloku této modlitby, která zní: „Otče náš, Králi náš, odpověz nám, jako bychom neměli žádný čin, který by se za nás přimlouval, zachraň nás milosrdenstvím a milující laskavostí.“

### Sikhismus
Hlavní článek: Bůh v sikhismu
Guru Granth Sahib důsledně označuje Stvořitele jako „On“ a „Otec“. Je to proto, že Granth je napsán v severoindických indoárijských jazycích (směs paňdžábštiny a dialektů hindštiny), které nemají neutrální rod. Protože Granth říká, že Bůh je nepopsatelný, Bůh podle sikhismu nemá rod.
Bůh je v sikhských písmech označován několika jmény, která byla vybrána z indické a semitské tradice. Je nazýván z hlediska lidských vztahů jako otec, matka, bratr, příbuzný, přítel, milenec, milovaný, manžel. Dalšími jmény, vyjadřujícími jeho nadřazenost, jsou thakur, prabhu, svami, sah, patsah, sahib, sain (Pán, Mistr).

## V západním umění
Hlavní článek: Bůh Otec v západním umění

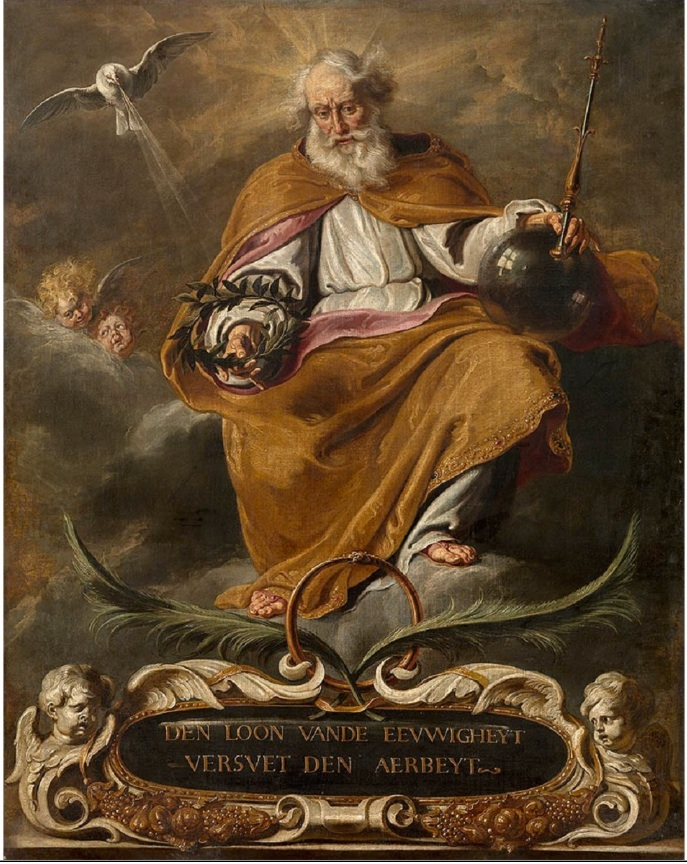
Bůh Otec od Jacob Herreyns staršího

Přibližně tisíc let se nikdo nepokoušel zobrazit Boha Otce v lidské podobě, protože první křesťané věřili, že slova z Ex 33, 20 (Kral, ČEP): „Nemůžeš spatřit mou tvář, neboť mě nikdo neuvidí a nebude žít“ a z Jan 1, 18 (Kral, ČEP): „Boha nikdy nikdo neviděl“ se vztahují nejen na Otce, ale na všechny pokusy o jeho zobrazení. Obvykle se zobrazovala jen malá část Otcova těla, obvykle ruka nebo někdy tvář, ale jen zřídka celá osoba, a na mnoha vyobrazeních postava Syna nahrazuje Otce, takže je zobrazena menší část Otcovy osoby.
V raném středověku byl Bůh často představován Kristem jako Logos, což bylo velmi časté i poté, co se objevila samostatná postava Boha Otce. Západní umění nakonec potřebovalo nějakým způsobem znázornit přítomnost Otce, a tak se prostřednictvím postupných zobrazení postupně kolem 10. století n. l. vytvořil soubor uměleckých stylů pro zobrazování Otce v lidské podobě.
Ve dvanáctém století se ve francouzských rukopisech a v anglických kostelních vitrážích začala objevovat vyobrazení Boha Otce, v podstatě založená na Věkovitém z knihy Daniel. Ve 14. století byla ilustrovaná Bible neapolská opatřena vyobrazením Boha Otce v hořícím keři. V 15. století obsahovala Rohanská kniha hodinek vyobrazení Boha Otce v lidské podobě nebo antropomorfní zobrazení. Ve východním pravoslavném umění zůstává toto zobrazení vzácné a často kontroverzní, v době renesance se umělecká zobrazení Boha Otce volně používala v západní církvi.

## Galerie

Bůh Otec
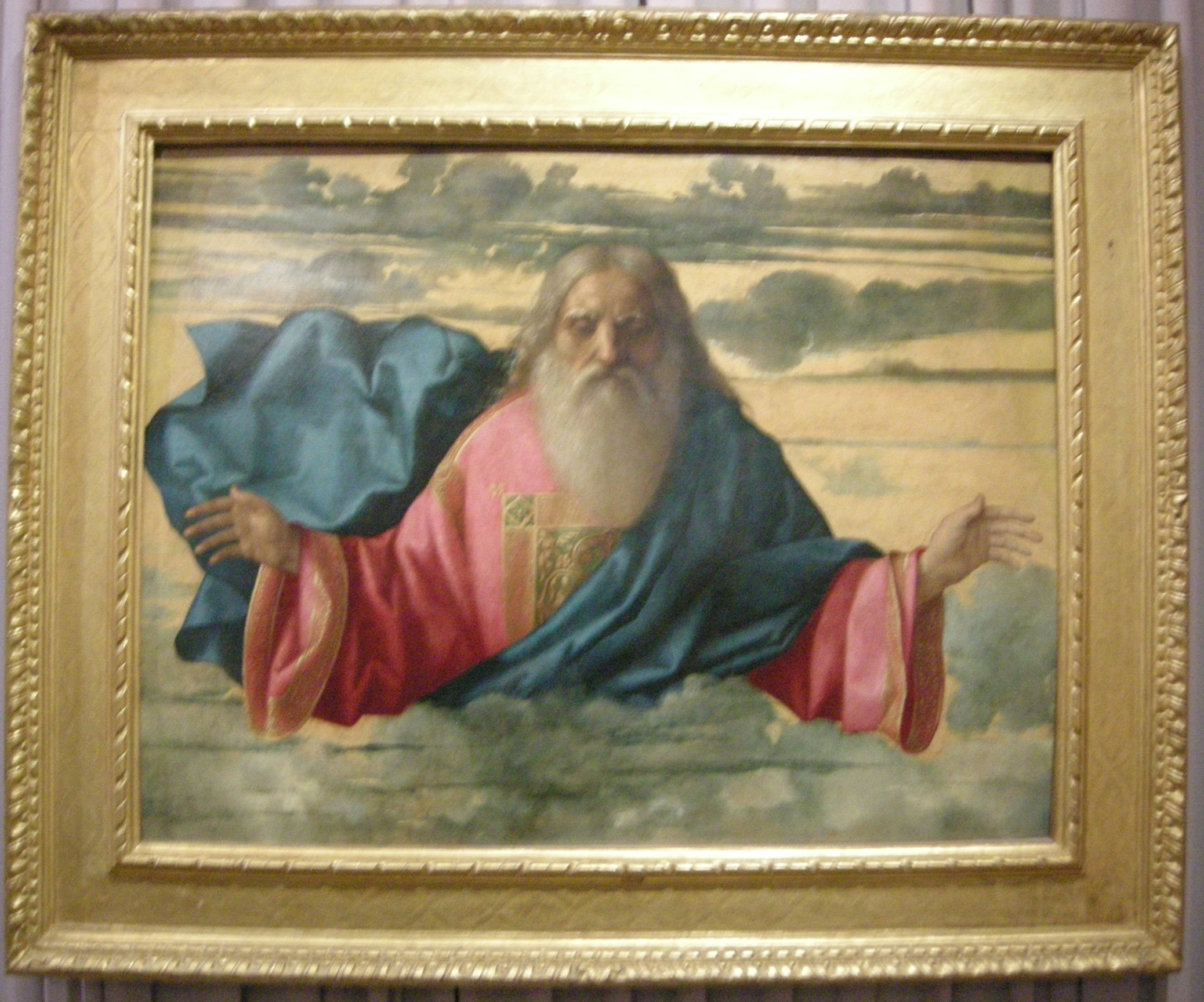
Bůh otec, Giovanni Bellini
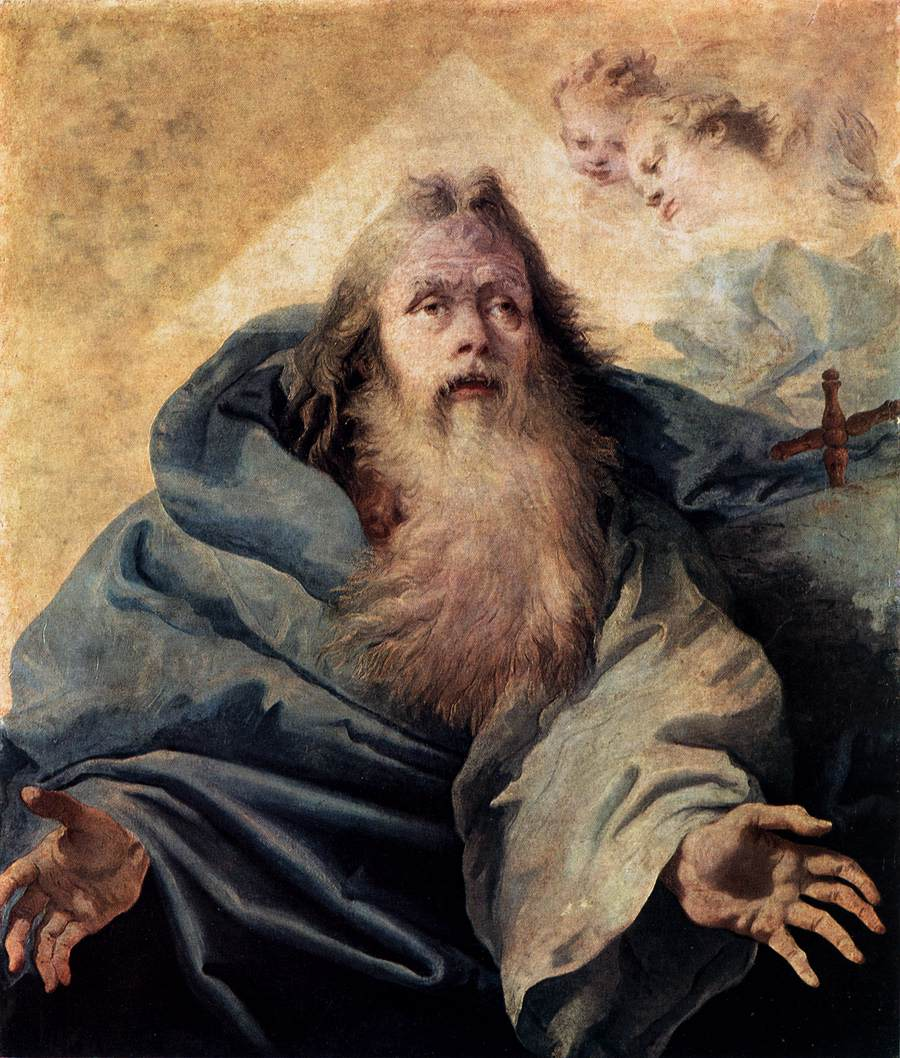
Bůh Otec, Giovanni Domenico Tiepolo
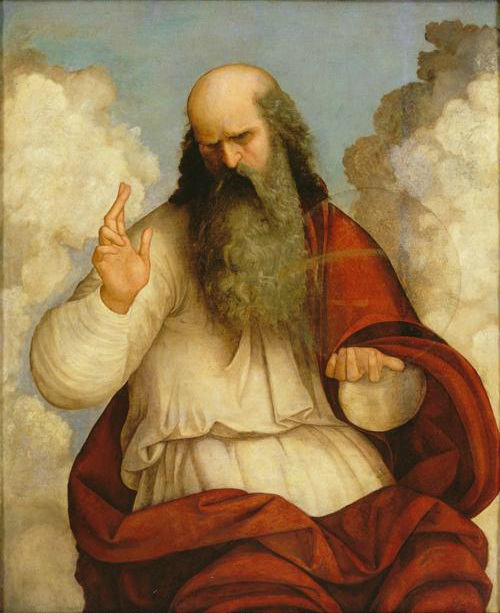
Bůh Otec, Ludvico Mazzolino (1480–1530)
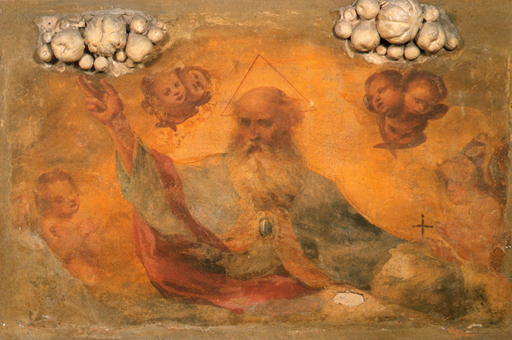
Bůh Otec, Guercino
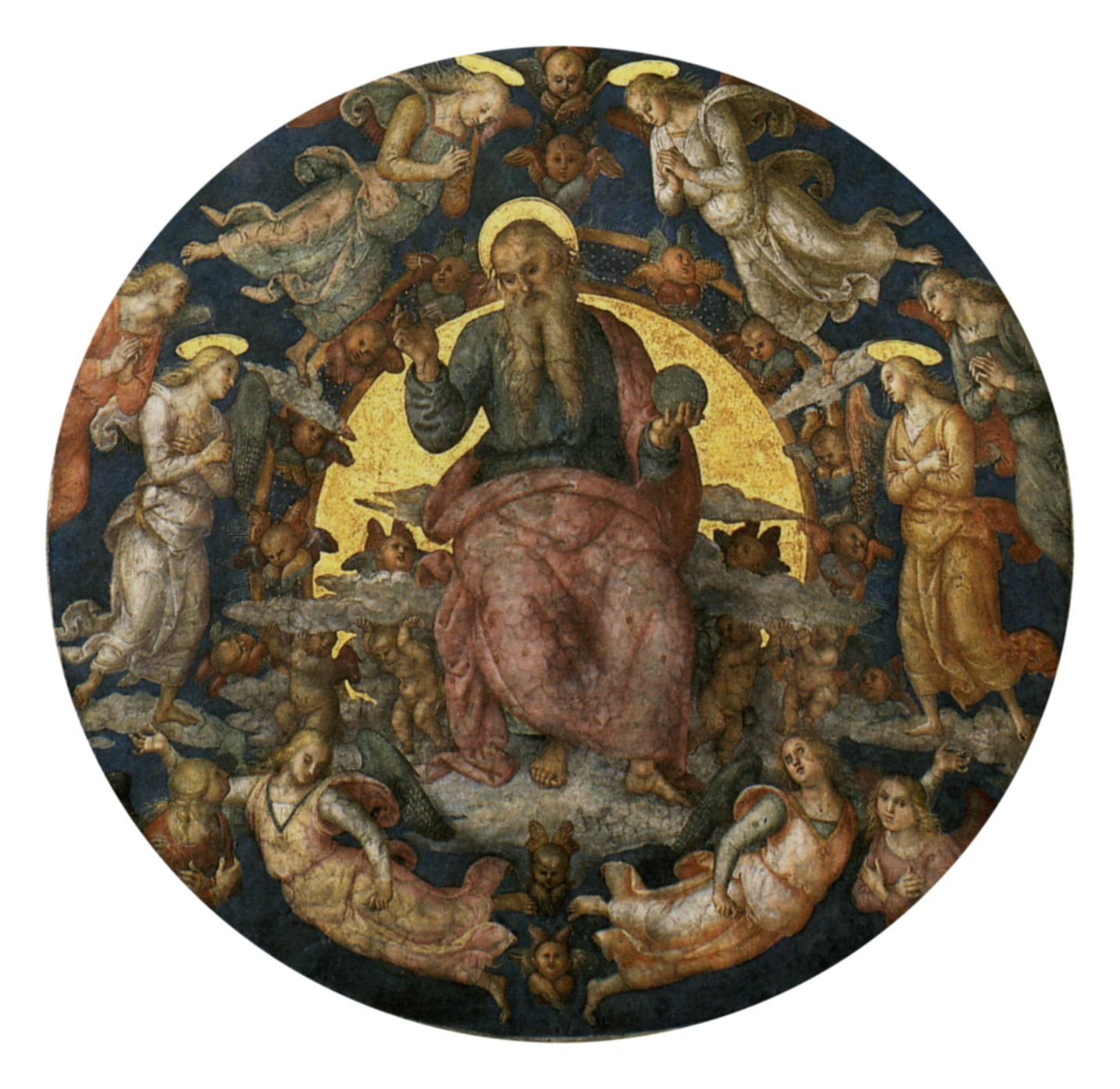
Bůh Otec, Pietro Perugino